# Zihuatanejo
Zihuatanejo (Nahuatl: Cihuatlan) is een badplaats in de Mexicaanse deelstaat Guerrero. De plaats heeft 62.376 inwoners (census 2005) en is de hoofdplaats van de gemeente José Azueta. De stad is gelegen aan de Costa Grande aan de Grote Oceaan.
De plaatsnaam komt van het Nahuatl 'Cihuatlan' dat 'plaats in het westen' of 'plaats van de vrouwen' betekent. In de koloniale periode kreeg het de verkleiningsuitgang -ejo om het te onderscheiden van het (destijds) belangrijkere Cihuatlán in de staat Jalisco.
In de jaren 70 werd op aansporing van Rodrigo Gómez en Antonio Ortíz Mena begonnen met het ontwikkelen van Zihuatanejo en het nabijgelegen Ixtapa als badplaats. Inmiddels is het een van de belangrijkste toeristenbestemmingen van het land. De luchthaven van Zihuantanejo is de Internationale Luchthaven van Ixtapa-Zihuatanejo.
Deze plaats wordt meerdere malen genoemd in de film The Shawshank Redemption waarin hoofdpersoon Andy Dufresne zijn leven er verder opbouwt na zijn ontsnapping uit de gevangenis.